# نهضة عليا
النهضة العليا في تاريخ الفن: هي فترة قصيرة من الإنتاج الفني الأكثر استثنائية في الولايات الإيطالية، خاصةً روما، عاصمة الولايات البابوية، وفي فلورنسا، خلال النهضة الإيطالية. يشير معظم مؤرخي الفن إلى أن النهضة العليا بدأت نحو العام 1495 أو 1500 وانتهت بوفاة رافائيل عام 1520، رغم قول البعض إنها قد انتهت نحو عام 1525، أو في عام 1527 بنهب روما على يد جيش كارلوس الخامس، إمبراطور الإمبراطورية الرومانية المقدسة، أو نحو 1530 (انظر القسم التالي لمواقف مؤرخي الفن المحددة). من أشهر ممثلي التصوير، والنحت، والهندسة المعمارية في النهضة العليا ليوناردو دا فينشي، وميكيلانجيلو، ورفائيل وبرامانتي. في السنوات الأخيرة، انتقد بعض مؤرخي الفن الأكاديمي مرارًا استخدام المصطلح لمبالغته في تبسيط التطورات الفنية، وتجاهل السياق التاريخي، والتركيز فقط على عدد قليل من الأعمال الأيقونية (البارزة).

## أصل المصطلح
استخدم ياكوب بوركهارت مصطلح النهضة العليا لأول مرة عام 1855 وكان باللغة الألمانية (Hochrenaissance) ويعود أصله (المصطلح) إلى «الطراز الرفيع» في التصوير والنحت في الفترة الزمنية نحو أوائل القرن السادس عشر الذي وصفه يوهان يواخيم فينكلمان عام 1764. امتدادًا للقاعدة العامة لثقافة عصر النهضة، تميزت فنون النهضة العليا البصرية بتجدُّد الاهتمام بالتقليد الكلاسيكي، وتوسُّع شبكات الرعاية، التخفف التدريجي للأشكال التشخيصية وصولاً إلى الأسلوب الذي أطلق عليه فيما بعد اسم التكلفية (مانييريزمو).

## الفترة الزمنية
يذكر ألكساندر رانش -في كتابه فن النهضة العليا والتكلفية (مانييريزمو) في روما ووسط إيطاليا، 2007- أن النهضة العليا بدأت عام 1490، بينما توضح مارلين ستوكستاد -في كتابها تاريخ الفن، 2008- أنها بدأت في تسعينيات القرن الخامس عشر. بينما يدّعي فريدريك هارت أن لوحة العشاء الأخير لدافينشي، التي بدأ العمل عليها عام 1495 وانتهى عام 1498، قد طوت صفحة النهضة المبكرة وخلقت العالم الذي عمل فيه مايكل أنجلو ورافائيل، بينما يذكر كريستوف لويتبولد فروميل، في مقالته عام 2012 بعنوان «برامانتي وأصل النهضة العليا»، أن العشاء الأخير هو أول عمل في النهضة العليا؛ إذ يضيف أن ذروة النهضة العليا في الواقع كانت الفترة من 1505 إلى 1513. استشهد ديفيد بايبر في «تاريخ الفن المصور»، 1991، بـ«العشاء الأخير» بصفتها العمل الذي أعلن عن النهضة العليا وواحدة من أكثر اللوحات تأثيرًا في النهضة العليا، لكنه يذكر بشكل متناقض أن النهضة العليا بدأت بعد عام 1500. صرح بوركهارت أن النهضة العليا بدأت بنهاية القرن الخامس عشر،  بينما ذكر فرانز كوغلر، الذي كتب أول نص دراسة استقصائية «حديث»، وهو دليل تاريخ الفن عام 1841، وهيو هونور وجون فليمنج في كتابهما الفنون البصرية: تاريخها، 2009، أن النهضة العليا قد بدأت مع بداية القرن السادس عشر. من الأعمال الفنية المؤثرة الأخرى التي أنتجت في الإطار الزمني 1495–1500 كانت منحوتة بيتتا لمايكل أنجلو، الموجودة في كنيسة القديس بطرس، مدينة الفاتيكان، التي نفذت ما بين 1498-1499.
على عكس معظم مؤرخي الفن الآخرين، يذكر مانفريد فوندروم، فعلًا في كتابه روائع الفن الغربي، 2007، أن فجر النهضة العليا بشَّرت به لوحة دا فينشي سجود المجوس (عشق المجوس) عام 1481، التي لم تكتمل إلا بطانتها (تجهيزها).
فيما يتعلق بنهاية النهضة العليا، فإن هارت، وفروميل، وبايبر، وفوندروم، وفينكلمان جميعهم ذكروا أن عصر النهضة العليا قد انتهى عام 1520 بوفاة رافائيل. ادعى هونور وفليمنغ أن النهضة العليا كانت في الربع الأول من القرن السادس عشر بمعنى أنها كانت لتنتهي عام 1525. على النقيض، صرح لويجي لانزي، في كتابه «تاريخ التصوير الإيطالي»، 1795–1796، بأنها قد انتهت بنهب روما 1527، عندما قُتل العديد من الفنانين وشتت العديد غيرهم من روما، وتوافقه ستوسكاد. يؤكد رانش أن عام 1530 اعتُبِر نهاية النهضة العليا. يضيف هارت أن الفترة من 1520 إلى 1530 كانت فترة انتقالية بين النهضة العليا والتكلّفية (مانييريزمو).

## الهندسة المعمارية
يبدأ طراز النهضة العليا في الهندسة المعمارية تقليديًا بدوناتو برامانتي، الذي بدأ عمله تيمبييتو بكنيسة سان بيترو في مونتوريو بروما عام 1510. يدل تيمبييتو على إحياء واسع النطاق للعمارة التذكارية الرومانية القديمة. كتب ديفيد واتكن أن تيمبييتو، مثل أعمال رافائيل في الفاتيكان (1509-1511)، «هو محاولة للتوفيق بين المثل المسيحية والإنسانية».

## التصوير

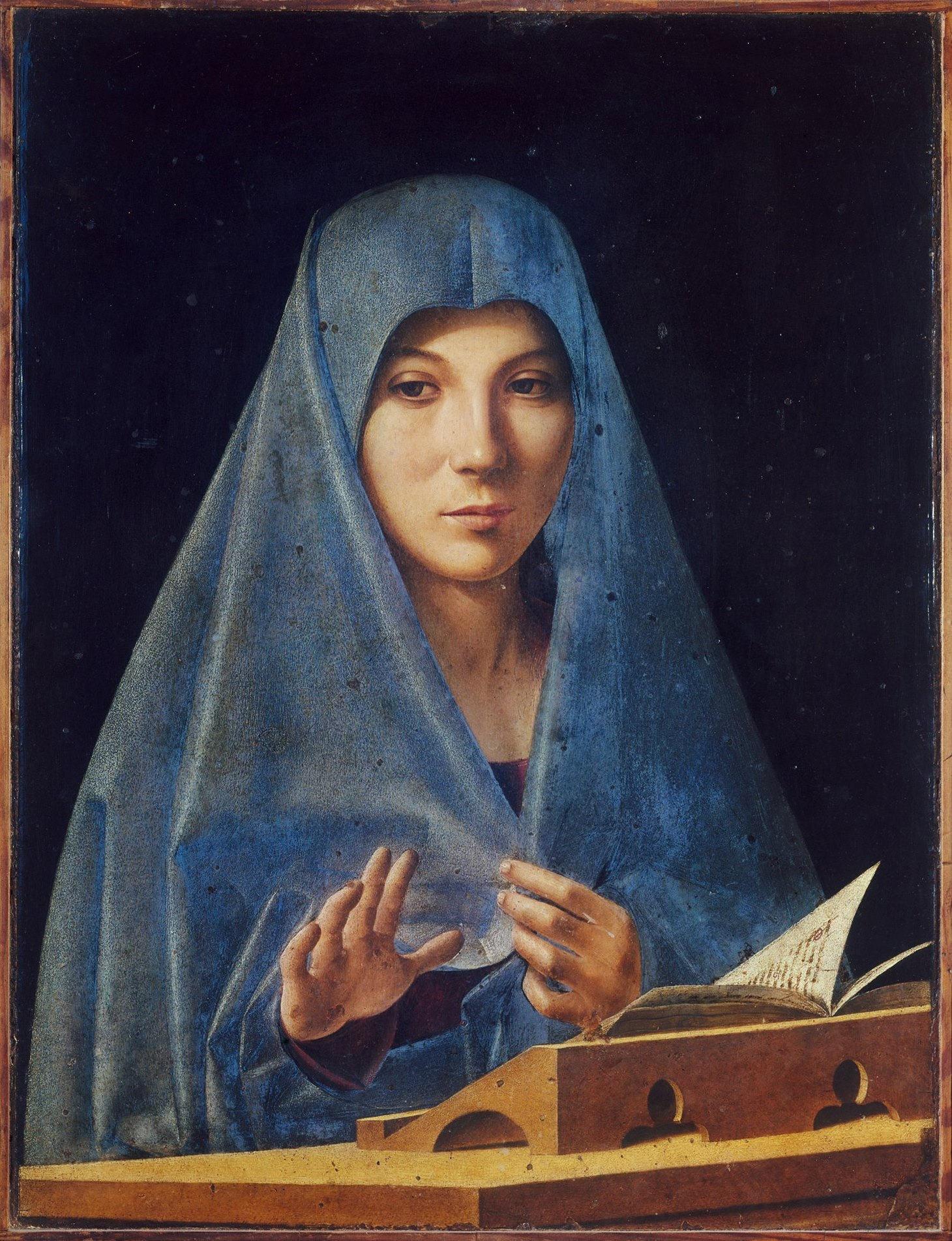
بِشاْرَة العَذْرَاء، لَوحة زَيتية بريشة رَسام عَصر النَهضة اللإيطالي، أنتونيلو دا ميسينا عام 1476. رسمَ أنتونيلو أللوحة بالزَيت على الخَيش، كان هوَ الرسام الذي أدخل هذه التقنية إلى رَسم عَصر النَهضة، بَعدَ أن تَعلمها مِن فَنانوا شِمال أوروبا أمثال بيتروس كريستوس، ومن خِلال التَخلي عَن تِقنية تمبيرا كان أنتونيلو قادرًا على رَسم التَفاصِيل الدَقيقة للعَذراء. أللوحة ضِمن مُقتَنيات قَصر أباتيليس، باليرمو، إيطاليا.

كانت النهضة العليا للتصوير تتويجًا للوسائل المتنوعة في التعبير والتطويرات المختلفة في تقنية التصوير، مثل المنظور الخطي، والتصوير الواقعي لكل من السمات الجسدية، والنفسية، ومعالجة الضوء والظلام، بما في ذلك تباين درجات الألوان، والسفوماتو وهو المزج التدريجي للألوان (تدريج الانتقال بين الألوان)، والكياروسكورو وهو الجلاء والقتمة (التباين بين الضوء والظلام)، في الطراز الموحِد الذي عبر عن كمال التنظيم التكويني، والتوازن، والانسجام. على وجه الخصوص، كان للأجزاء المفردة من اللوحة علاقة معقدة ولكن متوازنة وجيدة الترابط مع اللوحة بأكملها.
يعَد التصوير في النهضة العليا الذروة المطلقة للتصوير الغربي إذ حقق التوازن والتوفيق، في تناغم، بين المواقف الفنية المتناقضة التي تستبعد إحداها الأخرى ظاهريًا، مثل الواقعية مقابل المثالية، والحركة مقابل السكون، والحرية مقابل التقيد بالقواعد، والفراغ مقابل المستوى، والخط مقابل اللون. اعتُبرت النهضة العليا تقليديًا بأنها تفجر عظيم للعبقرية الإبداعية، تبعًا لنموذج تاريخ الفن الذي اقترحه الفلورنسي جورجيو فازاري لأول مرة.
قال بعض الباحثين مثل ستيفن فريدبرغ أن لوحات (تصاوير) مايكل أنجلو ورافائيل في الفاتيكان تمثل ذروة طراز النهضة العليا في التصوير، فيمكن اعتبار الحجم الطموح لهذه الأعمال -إلى جانب تعقيد تكوينها، والهيئات البشرية الممَّثلة بدقة، والمرجعيات الأيقونية والزخرفية التي تعود إلى العصور الكلاسيكية القديمة- رمزًا للنهضة العليا.
أنتج مصورو تلك الفترة الثانويين نسبيًا -مثل فرا بارتولوميو وماريوتو ألبرتينيلي- أعمالًا ما تزال يُشاد بتناغم تصميمها وتقنياتها. رسمت النسب المطولة والوضعيات المبالغ فيها في أعمال مايكلانجلو المتأخرة، وأندريا ديل سارتو، وكوريدجو مقدمًا معالم ما يُعرف باسم التكلفية (مانييرزمو)، وهو ما يشار إليه بصفته طراز عصر النهضة اللاحق في تاريخ الفن.